# 警視庁遺失物捜査ファイル
『警視庁遺失物捜査ファイル』（けいしちょういしつぶつそうさファイル）は、2020年8月24日の月曜 20時 - 21時54分（JST）にテレビ東京系「月曜プレミア8」で放送されたテレビドラマ。主演は貫地谷しほり。
警視庁遺失物センターに勤務する鈴村ヒソカが抜群の記憶力と観察力を駆使して、10億円相当の絵画窃盗事件で殺害された警備員が落としたカメラを通して事件の謎を紐解いていくさまを描く。

## キャスト

### 警視庁遺失物センター
鈴村ヒソカ
演 - 貫地谷しほり（幼少期：横山姫瑠）
遺失物センター職員。抜群の記憶力と観察力を駆使して、落とし物を主に返すことにこだわっている。
鳴海千鶴
演 - とよた真帆
遺失物センター長。
藤浪茂雄
演 - 六角慎司
遺失物センター主任。
蓮池隆一
演 - 松田航輝
遺失物センター職員。
山之内三郎
演 - 松重豊
警視庁遺失物センターに赴任した警視庁捜査第一課の元刑事。

### 警視庁捜査第一課
白川圭吾
演 - 尾上松也
警視庁捜査第一課所属の刑事で田所浩介の部下。
宍戸
演 - 越村友一
警視庁捜査第一課の刑事。
長谷部
演 - 海上学彦
警視庁捜査第一課の刑事。
田所浩介
演 - 渡辺いっけい
警視庁捜査第一課の刑事。主任。

### 鈴村家
鈴村泰明
演 - 宇崎竜童
ヒソカの祖父。智子の父。今はヒソカと二人で暮らしている。鑑定士。
鈴村健一
演 - 若林久弥
ヒソカの父。考古学者。南政大学の教授。15年前に遺跡発掘現場で土砂崩れが発生し、生き埋めになり窒息死。遺体と共に万年筆が見つかり警察は健一のものと見たがヒソカは否定している。
鈴村智子
演 - 魏涼子
ヒソカの母。考古学者。南政大学の教授。15年前に健一と共に死亡。

### その他
- 松本郁美（デコアーティストで木下裕司の恋人） - 板野友美[6]
- 木下裕司（謎の失踪を遂げたルポライター） - 山中崇[1]
- 谷繁文則（ギャラリーたにしげ 代表取締役・鑑定士） - 小宮孝泰
- 泉澤理沙（美術鑑定士・谷繁のアシスタント） - 菜葉菜
- 野崎幸久（新栄セキュリティ警備保障 警備員） - 吉田宗洋[1]
- 少女 - 小吹奈合緒[3]
- 柏原実（新栄セキュリティ警備保障 警備員） - 金原泰成[7]
- 少女の母 - 杉山未央
- 中尾忠光（新栄セキュリティ警備保障 課長） - 山中聡
- 鷲山時雄（元外務大臣） - 目黒祐樹

## スタッフ
- 監督 - 橋本一
- 脚本 - 深沢正樹
- チーフプロデューサー - 中川順平（テレビ東京）
- プロデューサー - 戸石紀子（テレビ東京）、大川博史（Joker）
- 製作 - テレビ東京、BSテレ東、Joker